# Bulbophyllum thrixspermiflorum
Bulbophyllum thrixspermiflorum är en orkidéart som beskrevs av Johannes Jacobus Smith. Bulbophyllum thrixspermiflorum ingår i släktet Bulbophyllum och familjen orkidéer. Inga underarter finns listade i Catalogue of Life.